# Ivan Moody
Ivan L. Moody, nato Ivan Lewis Greening (Denver, 7 gennaio 1980), è un cantante statunitense.
È il cantante principale del gruppo groove/alternative metal Five Finger Death Punch.

## Biografia
Nato in Colorado, si è trasferito a Los Angeles nel 2001. Moody è il cognome della madre.
Dal 2002 al 2005 e poi per un periodo nel 2006 ha fatto parte del gruppo Motograter con lo pseudonimo Ghost. Con questa band ha pubblicato l'eponimo album Motograter nel 2003.
Nel 2006 è entrato nella formazione del gruppo Five Finger Death Punch, nato a partire da un progetto parallelo chiamato Ghost Machine. Il primo album dei Ghost Machine, l'eponimo Ghost Machine, è uscito nel luglio 2005 mentre il primo disco dei Five Finger Death Punch, dal titolo The Way of the Fist, è uscito nel luglio 2007.
Nel 2009 ha recitato nel film horror Bled diretto da Christopher Hutson.
Un altro film in cui appare è The Devil's Carnival, film del 2012 diretto da Darren Lynn Bousman.

## Discografia
Motograter
- 2003 - Motograter

Ghost Machine
- 2005 - Ghost Machine
- 2006 - Hypersensitive

Five Finger Death Punch
- 2007 - The Way of the Fist
- 2009 - War Is the Answer
- 2011 - American Capitalist
- 2013 - The Wrong Side of Heaven and the Righteous Side of Hell, Volume 1
- 2013 - The Wrong Side of Heaven and the Righteous Side of Hell, Volume 2
- 2015 - Got Your Six
- 2017 - A Decade of Destruction
- 2018 - And Justice for None
- 2020 - F8
- 2022 - AfterLife

## Filmografia
- Bled, regia di Christopher Hutson (2009)
- The Devil's Carnival, regia di Darren Lynn Bousman (2012)